# Nemanja Jakšić
Nemanja Jakšić (in serbo Немања Јакшић?; Pristina, 11 luglio 1995) è un calciatore serbo, difensore del Borac Banja Luka.

## Carriera

### Club
Ha giocato nella massima serie dei campionati serbo, montenegrino e sloveno.

### Nazionale
Ha giocato nella nazionale serba Under-17.